# Jaap Eden Trofee
De Jaap Eden Trofee is een jaarlijkse schaatsmarathon die meestal aan het begin van het marathonseizoen wordt gehouden om het (marathon)schaatsjaar te openen. De trofee is vernoemd naar Jaap Eden.
De wedstrijden vinden op de Jaap Edenbaan plaats. Bij de mannen zijn er tweeënvijftig edities gehouden; bij de vrouwen zijn er zevenendertig edities geweest. De recordkampioen bij de mannen is Jan Maarten Heideman die vijf keer de wedstrijd wist te winnen, overgings kwam het een keer voor dat er geen Nederlander won namelijk; Bart Swings die er in 2019 met de overwinning aan de haal ging. Bij de vrouwen is de recordkampioen Irene Schouten. Met maar liefst zes zeges is zij de succesvolste winnaar overall. Het kwam twee keer voor dat de wedstrijd door een niet Nederlandse werd gewonnen namelijk; Francesca Lollobrigida won in 2015 en 2016 de Jaap Eden Trofee.

## Erelijst mannen
| #  | Jaar      | Winnaar                                 | Tweede                                  | Derde                                   |
| -- | --------- | --------------------------------------- | --------------------------------------- | --------------------------------------- |
| 1  | 1971/1972 | Henk Portengen                          | Henk Ottema                             | Jan Roelof Kruithof                     |
| 2  | 1972/1973 | Henk Portengen                          | Jan Overes                              | Antoon van der Wurff                    |
| 3  | 1973/1974 | Marten Hoekstra                         | Job Raaijmakers                         | Wout List                               |
| 4  | 1974/1975 | Johan Wardenier                         | Sjors Rotteveel                         | Henk Portengen                          |
| 5  | 1975/1976 | Henk Portengen                          | Marten Hoekstra                         | Bennie van der Weide                    |
| 6  | 1976/1977 | Co Giling                               | Rien de Roon                            | Arie Eriks                              |
| 7  | 1977/1978 | Rien de Roon                            | Jeen van den Berg                       | Co Giling                               |
| 8  | 1978/1979 | Rien de Roon                            | Dries van Wijhe                         | Albert Weijs                            |
| 9  | 1979/1980 | Dries van Wijhe                         | Co Giling                               | Jos Niesten                             |
| 10 | 1980/1981 | Henk Portengen                          | Co Giling                               | Jos Pronk                               |
| 11 | 1981/1982 | Jos Pronk                               | Jan Kooiman                             | Jan Kroon                               |
| 12 | 1982/1983 | Dries van Wijhe                         | Henk Portengen                          | Jos Pronk                               |
| 13 | 1983/1984 | Jos Pronk                               | Lex Cazemier                            | Dries van Wijhe                         |
| 14 | 1984/1985 | Henri Ruitenberg sr.                    | Gerard Rietveld                         | Emiel Hopman                            |
| 15 | 1985/1986 | Hein Vergeer                            | Andries Kasper                          | Co Giling                               |
| 16 | 1986/1987 | Richard van Kempen                      | Andries Kasper                          | Hilbert van der Duim                    |
| 17 | 1987/1988 | Herbert Dijkstra                        | Jan Kooiman                             | Jos Niesten                             |
| 18 | 1988/1989 | Richard van Kempen                      | Yep Kramer                              | Bart Veldkamp                           |
| 19 | 1989/1990 | Yep Kramer                              | Richard van Kempen                      | Piet Kleine                             |
| 20 | 1990/1991 | Richard van Kempen                      | Robert Vunderink                        | Fausto Marreiros                        |
| 21 | 1991/1992 | Frans de Ronde                          | Hans Pieterse                           | Andries Kasper                          |
| 22 | 1992/1993 | Hans Pieterse                           | Fausto Marreiros                        | Arnold Stam                             |
| 23 | 1993/1994 | Arnold Stam                             | Edward Hagen                            | Frans de Ronde                          |
| 24 | 1994/1995 | Piet Kleine                             | Fausto Marreiros                        | Peter Baars                             |
| 25 | 1995/1996 | Lammert Huitema                         | Hans Pieterse                           | Yoeri Takken                            |
| 26 | 1996/1997 | Ruud Borst                              | Jan Eise Kromkamp                       | Arnold Gaasenbeek                       |
| 27 | 1997/1998 | Jan Maarten Heideman                    | René Ruitenberg                         | Frans de Ronde                          |
| 28 | 1998/1999 | Jan Maarten Heideman                    | Frans de Ronde                          | Peter de Vries                          |
| 29 | 1999/2000 | Jan Maarten Heideman                    | René Ruitenberg                         | Frans de Ronde                          |
| 30 | 2000/2001 | Jan Maarten Heideman                    | Rob van Meggelen                        | Miel Rozendaal                          |
| 31 | 2001/2002 | Miel Rozendaal                          | Peter de Vries                          | Frans de Ronde                          |
| 32 | 2002/2003 | Yoeri Lissenberg                        | Bert Jan van der Veen                   | Peter de Vries                          |
| 33 | 2003/2004 | Roel van Hest                           | Jan Maarten Heideman                    | Cédric Michaud                          |
| 34 | 2004/2005 | Miel Rozendaal                          | Joost Juffermans                        | Jan van Oosterom                        |
| 35 | 2005/2006 | Jan Maarten Heideman                    | Cédric Michaud                          | Ingmar Berga                            |
|    | 2006/2007 | Niet gehouden                           | Niet gehouden                           | Niet gehouden                           |
| 36 | 2007/2008 | Cees Juffermans                         | Douwe de Vries                          | Cédric Michaud                          |
| 37 | 2008/2009 | Arjan Stroetinga                        | Ingmar Berga                            | Sjoerd Huisman                          |
| 38 | 2009/2010 | Karlo Timmerman                         | Bob de Vries                            | Sjoerd Huisman                          |
| 39 | 2010/2011 | Rob Hadders                             | Cees Juffermans                         | Geert Plender                           |
| 40 | 2011/2012 | Joost Juffermans                        | Jouke Hoogeveen                         | Robert van Dalen                        |
| 41 | 2012/2013 | Arjan Stroetinga                        | Gary Hekman                             | Crispijn Ariëns                         |
| 42 | 2013/2014 | Gary Hekman                             | Arjan Stroetinga                        | Bob de Vries                            |
| 43 | 2014/2015 | Jorrit Bergsma                          | Arjan Stroetinga                        | Ingmar Berga                            |
| 44 | 2015/2016 | Evert Hoolwerf                          | Ingmar Berga                            | Alexis Contin                           |
| 45 | 2016/2017 | Arjan Stroetinga                        | Fabio Francolini                        | Niels Mestdagh                          |
| 46 | 2017/2018 | Evert Hoolwerf                          | Bart Swings                             | Crispijn Ariëns                         |
| 47 | 2018/2019 | Sjoerd den Hertog                       | Arjan Stroetinga                        | Peter Michael                           |
| 48 | 2019/2020 | Bart Swings                             | Bart Hoolwerf                           | Daniel Niero                            |
|    | 2020/2021 | Niet gehouden vanwege de Coronapandemie | Niet gehouden vanwege de Coronapandemie | Niet gehouden vanwege de Coronapandemie |
| 49 | 2021/2022 | Sjoerd den Hertog                       | Casper de Gier                          | Harm Visser                             |
| 50 | 2022/2023 | Jeroen Janissen                         | Bart Hoolwerf                           | Harm Visser                             |
| 51 | 2023/2024 | Crispijn Ariëns                         | Luc ter Haar                            | Harm Visser                             |
| 52 | 2024/2025 | Homme Jan de Groot                      | Jordy van Workum                        | Jordy Harink                            |

### Meervoudige winnaars
| Overwinningen | Schaatser            | Land      | Jaren                          |
| ------------- | -------------------- | --------- | ------------------------------ |
| 5             | Jan Maarten Heideman | Nederland | 1997, 1998, 1999, 2000 en 2005 |
| 4             | Henk Portengen       | Nederland | 1971, 1972, 1975 en 1980       |
| 3             | Richard van Kempen   | Nederland | 1986, 1988 en 1990             |

### Overwinningen per land
| Overwinningen | Land      |
| ------------- | --------- |
| 51            | Nederland |
| 1             | België    |

## Erelijst vrouwen
| #  | Jaar      | Winnaar                                 | Tweede                                  | Derde                                   |
| -- | --------- | --------------------------------------- | --------------------------------------- | --------------------------------------- |
| 1  | 1971/1972 | Niet op het programma                   | Niet op het programma                   | Niet op het programma                   |
| 2  | 1972/1973 | Niet op het programma                   | Niet op het programma                   | Niet op het programma                   |
| 3  | 1973/1974 | Niet op het programma                   | Niet op het programma                   | Niet op het programma                   |
| 4  | 1974/1975 | Niet op het programma                   | Niet op het programma                   | Niet op het programma                   |
| 5  | 1975/1976 | Niet op het programma                   | Niet op het programma                   | Niet op het programma                   |
| 6  | 1976/1977 | Niet op het programma                   | Niet op het programma                   | Niet op het programma                   |
| 7  | 1977/1978 | Niet op het programma                   | Niet op het programma                   | Niet op het programma                   |
| 8  | 1978/1979 | Niet op het programma                   | Niet op het programma                   | Niet op het programma                   |
| 9  | 1979/1980 | Niet op het programma                   | Niet op het programma                   | Niet op het programma                   |
| 10 | 1980/1981 | Niet op het programma                   | Niet op het programma                   | Niet op het programma                   |
| 11 | 1981/1982 | Niet op het programma                   | Niet op het programma                   | Niet op het programma                   |
| 12 | 1982/1983 | Niet op het programma                   | Niet op het programma                   | Niet op het programma                   |
| 13 | 1983/1984 | Niet op het programma                   | Niet op het programma                   | Niet op het programma                   |
| 14 | 1984/1985 | Grietje Mulder                          | Marieke Stam                            | Jolanda Grimbergen                      |
| 15 | 1985/1986 | Boukje Keulen                           | Yvonne van Gennip                       | Petra Moolhuizen                        |
| 16 | 1986/1987 | Petra Moolhuizen                        | Yvonne van Gennip                       | Lilian van Tol                          |
| 17 | 1987/1988 | Tineke Hoogendijk-Vossebelt             | Sandra Voetelink                        | Marja Wardenier-Adema                   |
| 18 | 1988/1989 | Lilian van Tol                          | Tineke Hoogendijk-Vossebelt             | Goska Tomporowska                       |
| 19 | 1989/1990 | Petra Moolhuizen                        | Elske van der Meer                      | Alida Pasveer                           |
| 20 | 1990/1991 | Petra Moolhuizen                        | Alida Pasveer                           | Esmeralda Ossendrijver                  |
| 21 | 1991/1992 | Esmeralda Ossendrijver                  | Alida Pasveer                           | Boukje Keulen                           |
| 22 | 1992/1993 | Alida Pasveer                           | Boukje Keulen                           | Harriët Berkhoff                        |
| 23 | 1993/1994 | Jolanda Grimbergen                      | Carla Zijlstra                          | Janneke Kriger-Dickhout                 |
| 24 | 1994/1995 | Jolanda Grimbergen                      | Klasina Seinstra                        | Lenie Dijkstra                          |
| 25 | 1995/1996 | Niet op het programma                   | Niet op het programma                   | Niet op het programma                   |
| 26 | 1996/1997 | Jolanda Grimbergen                      | Klasina Seinstra                        | Marjan Mager                            |
| 27 | 1997/1998 | Petra Grimbergen                        | Marjan Bogaards-Mager                   | Sandra de Ronde                         |
| 28 | 1998/1999 | Klasina Seinstra                        | Jenita Hulzebosch-Smit                  | Sandra de Ronde                         |
| 29 | 1999/2000 | Jenita Hulzebosch-Smit                  | Gretha Smit                             | Henny Bok                               |
| 30 | 2000/2001 | Gretha Smit                             | Petra Grimbergen                        | Jenita Hulzebosch-Smit                  |
| 31 | 2001/2002 | Niet op het programma                   | Niet op het programma                   | Niet op het programma                   |
| 32 | 2002/2003 | Jenita Hulzebosch-Smit                  | Petra Grimbergen                        | Sandra de Ronde                         |
| 33 | 2003/2004 | Gretha Smit                             | Jenita Hulzebosch-Smit                  | Daniëlle Bekkering                      |
| 34 | 2004/2005 | Gretha Smit                             | Daniëlle Bekkering                      | Mischa Coolen                           |
| 35 | 2005/2006 | Jolanda Langeland                       | Daniëlle Bekkering                      | Foske Tamar van der Wal                 |
|    | 2006/2007 | Niet gehouden                           | Niet gehouden                           | Niet gehouden                           |
| 36 | 2007/2008 | Elma de Vries                           | Mireille Reitsma                        | Daniëlle Bekkering                      |
| 37 | 2008/2009 | Maria Sterk                             | Elma de Vries                           | Mariska Huisman                         |
| 38 | 2009/2010 | Mariska Huisman                         | Maria Sterk                             | Daniëlle Bekkering                      |
| 39 | 2010/2011 | Irene Schouten                          | Foske Tamar van der Wal                 | Jolanda Langeland                       |
| 40 | 2011/2012 | Foske Tamar van der Wal                 | Irene Schouten                          | Kimberly Muusse                         |
| 41 | 2012/2013 | Irene Schouten                          | Carla Ketellapper-Zielman               | Foske Tamar van der Wal                 |
| 42 | 2013/2014 | Irene Schouten                          | Foske Tamar van der Wal                 | Janneke Ensing                          |
| 43 | 2014/2015 | Janneke Ensing                          | Mariska Huisman                         | Francesca Lollobrigida                  |
| 44 | 2015/2016 | Francesca Lollobrigida                  | Irene Schouten                          | Janneke Ensing                          |
| 45 | 2016/2017 | Francesca Lollobrigida                  | Irene Schouten                          | Janneke Ensing                          |
| 46 | 2017/2018 | Lisa van der Geest                      | Carien Kleibeuker                       | Elma de Vries                           |
| 47 | 2018/2019 | Irene Schouten                          | Iris van der Stelt                      | Bianca Bakker                           |
| 48 | 2019/2020 | Marijke Groenewoud                      | Beau Wagemaker                          | Loes Adegeest                           |
|    | 2020/2021 | Niet gehouden vanwege de Coronapandemie | Niet gehouden vanwege de Coronapandemie | Niet gehouden vanwege de Coronapandemie |
| 49 | 2021/2022 | Irene Schouten                          | Ineke Dedden                            | Aggie Walsma                            |
| 50 | 2022/2023 | Irene Schouten                          | Marijke Groenewoud                      | Maaike Verweij                          |
| 51 | 2023/2024 | Ineke Dedden                            | Evi Gelling                             | Elsemieke van Maaren                    |
| 52 | 2024/2025 | Marijke Groenewoud                      | Bente Kerkhoff                          | Esther Kiel                             |

### Meervoudige winnaars
| Overwinningen | Schaatser          | Land      | Jaren                                |
| ------------- | ------------------ | --------- | ------------------------------------ |
| 6             | Irene Schouten     | Nederland | 2010, 2012, 2013, 2018, 2021 en 2022 |
| 3             | Gretha Smit        | Nederland | 2000, 2003 en 2004                   |
| 3             | Jolanda Grimbergen | Nederland | 1993, 1994 en 1996                   |
| 3             | Petra Moolhuizen   | Nederland | 1986, 1989 en 1990                   |

### Overwinningen per land
| Overwinningen | Land      |
| ------------- | --------- |
| 35            | Nederland |
| 2             | Italië    |

1971 · 
1972 · 
1973 ·
1974 · 
1975 · 
1976 · 
1977 · 
1978 · 
1979 · 
1980 · 
1981 · 
1982 · 
1983 · 
1984 · 
1985 · 
1986 · 
1987 · 
1988 · 
1989 · 
1990 · 
1991 · 
1992 · 
1993 · 
1994 · 
1995 · 
1996 · 
1997 · 
1998 · 
1999 · 
2000 · 
2001 · 
2002 · 
2003 · 
2004 · 
2005 · 
2006 · 
2007 · 
2008 · 
2009 · 
2010 · 
2011 · 
2012 · 
2013 · 
2014 · 
2015 · 
2016 · 
2017 · 
2018 · 
2019 · 
2020 ·  
2021 · 
2022 · 
2023 · 
2024